# Essarois
Essarois est une commune française située dans le canton de Châtillon-sur-Seine du département de la Côte-d'Or en région Bourgogne-Franche-Comté.

## Géographie

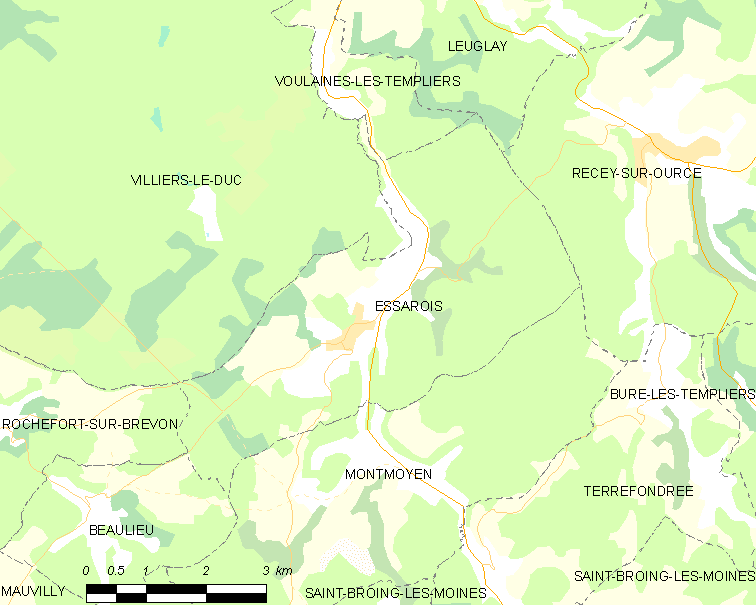

Au sud de la grande forêt domaniale de Châtillon située sur un plateau en rive gauche de l'Ource au sud-est de Châtillon-sur-Seine, la commune d'Essarois est une commune forestière de 18 km2 couverte aux trois quarts de feuillus. Par rapport au reste du plateau qui n'a pratiquement pas de rivières, ici le territoire est coupé du sud au nord par la Digeanne qui sort de la commune au point bas de 277 m. Le village est assez central à son finage, installé en rive gauche près de la confluence de la rivière (au lieu-dit le Moulin) avec le ruisseau de la Cave. Les méandres des cours d'eau, qui se divisent parfois, arrosent de larges prairies, et on trouve quelque activité agricole sur des zones défrichées, notamment sur les versants sud du plateau Baudot qui accède au Val des Choues, en forêt de Châtillon plus au nord. La forêt couvre toute la partie rive droite de la Digeanne, le point culminant de la commune s'y trouve au sud-est dans le bois de la grande-Brosse à 427 m. En rive gauche la couverture forestière est plus clairsemée mais couvre encore bien la moitié des terres entre champs et pâturages.
La commune d'Essarois est située au croisement de la D 29 (Aisey-sur-Seine à Recey-sur-Ource) avec la D 996 (de Dijon au nord du département en direction de Bar-sur-Aube).

### Hameaux, écarts, lieux-dits
La population est regroupée dans le village, la commune n'a pas de hameau rattaché.
- Habitat ou bâti écarté : le Moulin, la Forge, ferme du Fourneau, combe Messire Gond.
- Lieux-dits d'intérêt local : la côte Chaudron, les côtes Chantreux, prés des Quartes, chemin de la Côte-d'Essarois, chemin du Val-des-Choues, bois : le Chanoi, les Brûlis, la Grande Brosse, Monsecroi, les Avergennes.

### Hydrographie
Le plateau formé de calcaires du Jurassique en partie ouest du plateau de Langres est sujet à des phénomènes karstiques, les eaux s'infiltrant dans les sols pour réapparaître comme sources, résurgences ou exsurgences (parfois nommées douix dans la région), souvent dans les versants des vallées de rivières et alimentant celles-ci. Pour cette raison, la forêt domaniale de Châtillon entre vallées de la Seine et vallée de l'Ource n'a pratiquement pas de cours d'eau sauf deux au sud-est, la Digeanne qui vient du seuil bourguignon du bassin parisien à une dizaine de kilomètres au sud, et le ruisseau du Canal plus local puisqu'il vient des étangs de l'abbaye du Val-des-Choues, alimentés par les rares sources situées en forêt.
La Digeanne entre sur le finage d'Essarois par le sud à l'altitude de 300 m et poursuit son cours vers le nord par de nombreux méandres qui irriguent de belles prairies à pâturage. Au niveau du village elle reçoit en rive gauche le ruisseau de la Cave qui point en lisière des bois dans la combe de la Côte-Chaudron, avant de se diviser en deux bras qui reçoivent eux-mêmes de cours ruisseaux issus de sources au sol dans les grasses prairies. Avant de sortir du finage à 277 m, la rivière longe un temps la limite de commune nord-ouest dans les prés de la Forge et même marque cette limite sur près de 2 km dans les prés des Quartes. Près du village, la Digeanne entraînait un moulin, et plus au nord après la réunion de ses bras, elle apportait de l'énergie à des forges.
Les versants de la rivière donnent plusieurs sources alimentées par les eaux infiltrées dans le sols des plateaux (combe Gauthier, Vaussenois, combe du Val-Profond,…), certaines se perdent avant d'arriver au fond de la vallée ou sont captées pour les besoins domestiques.

### Climat
Pour des articles plus généraux, voir Climat de la Bourgogne-Franche-Comté et Climat de la Côte-d'Or.
En 2010, le climat de la commune est de type climat des marges montargnardes, selon une étude du Centre national de la recherche scientifique s'appuyant sur une série de données couvrant la période 1971-2000. En 2020, Météo-France publie une typologie des climats de la France métropolitaine dans laquelle la commune est exposée à un climat océanique altéré et est dans la région climatique  Lorraine, plateau de Langres, Morvan, caractérisée par un hiver rude (1,5 °C), des vents modérés et des brouillards fréquents en automne et hiver. 
Pour la période 1971-2000, la température annuelle moyenne est de 9,9 °C, avec une amplitude thermique annuelle de 16 °C. Le cumul annuel moyen de précipitations est de 957 mm, avec 13,4 jours de précipitations en janvier et 9 jours en juillet. Pour la période 1991-2020, la température moyenne annuelle observée sur la station météorologique de Météo-France la plus proche, « Bure Les Templiers_sapc », sur la commune de Bure-les-Templiers à 8 km à vol d'oiseau, est de 10,7 °C et le cumul annuel moyen de précipitations est de 898,2 mm,. Pour l'avenir, les paramètres climatiques de la commune estimés pour 2050 selon différents scénarios d'émission de gaz à effet de serre sont consultables sur un site dédié publié par Météo-France en novembre 2022.

## Urbanisme

### Typologie
Au 1er janvier 2024, Essarois est catégorisée commune rurale à habitat dispersé, selon la nouvelle grille communale de densité à 7 niveaux définie par l'Insee en 2022.
Elle est située hors unité urbaine. Par ailleurs la commune fait partie de l'aire d'attraction de Châtillon-sur-Seine, dont elle est une commune de la couronne,. Cette aire, qui regroupe 60 communes, est catégorisée dans les aires de moins de 50 000 habitants,.

### Occupation des sols
L'occupation des sols de la commune, telle qu'elle ressort de la base de données européenne d’occupation biophysique des sols Corine Land Cover (CLC), est marquée par l'importance des forêts et milieux semi-naturels (73,2 % en 2018), une proportion sensiblement équivalente à celle de 1990 (73,4 %). La répartition détaillée en 2018 est la suivante : 
forêts (70,4 %), prairies (14 %), terres arables (11,4 %), milieux à végétation arbustive et/ou herbacée (2,8 %), zones urbanisées (1,4 %). L'évolution de l’occupation des sols de la commune et de ses infrastructures peut être observée sur les différentes représentations cartographiques du territoire : la carte de Cassini (XVIIIe siècle), la carte d'état-major (1820-1866) et les cartes ou photos aériennes de l'IGN pour la période actuelle (1950 à aujourd'hui).

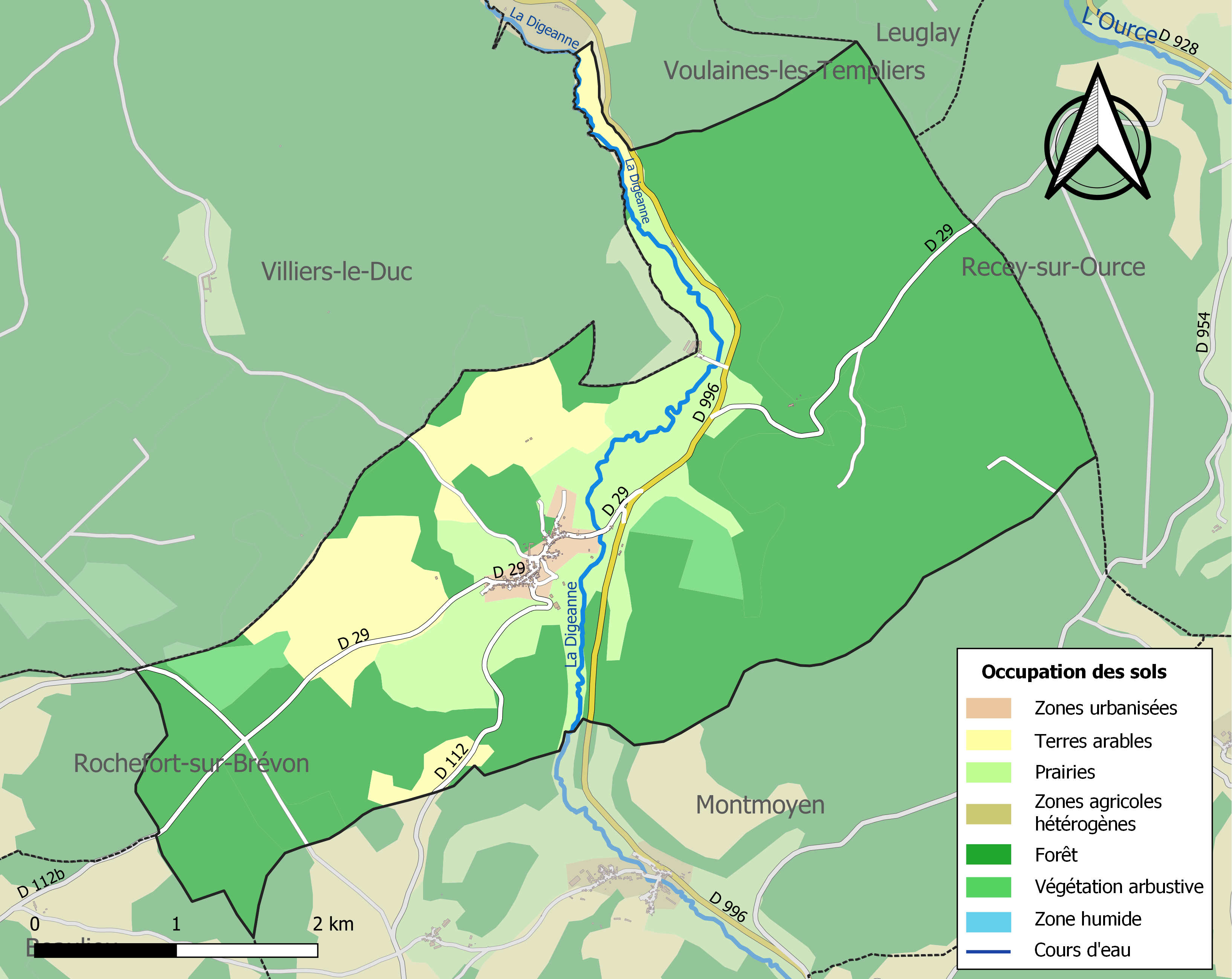
Carte des infrastructures et de l'occupation des sols de la commune en 2018 (CLC).

## Histoire

### Préhistoire et Antiquité
Dès le XIXe siècle la fouille de plusieurs tumulus livre des bracelets et des anneaux de bronze d'époque celtique.
Une voie protohistorique, venant de celle de Beneuvre- Vertault (Vertillum), était empruntée par les pèlerins se rendant au fanum, implanté dans un cirque naturel, au débouché d'une source tuffeuse. Ce temple, construit en matériau périssable (bois) à l'époque celtique puis maçonné en pierre locale (calcaire oolithique) à l'époque gallo-romaine, est célèbre pour les ex-voto anatomiques découverts dans la zone cultuelle, ces dépôts d'offrande aux dieux pour les remercier et/ou leur demander certaines guérisons.
Un ex-voto particulier y fut découvert en 2009, représentant un cas de polydactylie sur un pied humain taillé dans la pierre locale. L'objet, actuellement conservé au musée du Pays Châtillonnais, est un témoignage encore unique de polydactylie humaine dans le nord-est de la Gaule romaine et qui reste rare dans l'Antiquité, même si cette malformation était parfaitement connue.

### Moyen Âge
Une nécropole mérovingienne, riche en sarcophages transformés souvent depuis en auges, est identifié de longue date au cimetière bossu.
La seigneurie des barons de Rochefort dépend ensuite du bailliage de la Montagne, prévôté de Villiers-le-Duc et du diocèse de Langres pour le spirituel.

### Époque moderne
Le château actuel, inscrit à l'inventaire des Monuments historiques est construit au début du XVIIe siècle par Jean Gaillard, bourgeois de Châtillon.
En 1611, la seigneurie passe aux Chastenay-Lanty dont Victorine de Chastenay décédée en 1855 est l'ultime représentante. La Dijeanne permettait alors de faire fonctionner un haut-fourneau et une forge.

## Politique et administration
| Période                                  | Période  | Identité        | Étiquette | Qualité |
| ---------------------------------------- | -------- | --------------- | --------- | ------- |
| avant 1981                               | ?        | Pierre Ormancey | DVG       |         |
| mars 2001                                | En cours | André Lippiello |           |         |
| Les données manquantes sont à compléter. |          |                 |           |         |

## Démographie
L'évolution du nombre d'habitants est connue à travers les recensements de la population effectués dans la commune depuis 1793. Pour les communes de moins de 10 000 habitants, une enquête de recensement portant sur toute la population est réalisée tous les cinq ans, les populations de référence des années intermédiaires étant quant à elles estimées par interpolation ou extrapolation. Pour la commune, le premier recensement exhaustif entrant dans le cadre du nouveau dispositif a été réalisé en 2005.

En 2022, la commune comptait 84 habitants, en évolution de −5,62 % par rapport à 2016 (Côte-d'Or : +0,82 %, France hors Mayotte : +2,11 %).
| 1793 | 1800 | 1806 | 1821 | 1831 | 1836 | 1841 | 1846 | 1851 |
| ---- | ---- | ---- | ---- | ---- | ---- | ---- | ---- | ---- |
| 325  | 286  | 299  | 318  | 396  | 445  | 480  | 490  | 490  |

| 1856 | 1861 | 1866 | 1872 | 1876 | 1881 | 1886 | 1891 | 1896 |
| ---- | ---- | ---- | ---- | ---- | ---- | ---- | ---- | ---- |
| 432  | 440  | 400  | 398  | 395  | 374  | 335  | 345  | 280  |

| 1901 | 1906 | 1911 | 1921 | 1926 | 1931 | 1936 | 1946 | 1954 |
| ---- | ---- | ---- | ---- | ---- | ---- | ---- | ---- | ---- |
| 264  | 250  | 282  | 224  | 177  | 201  | 172  | 202  | 186  |

| 1962 | 1968 | 1975 | 1982 | 1990 | 1999 | 2005 | 2006 | 2010 |
| ---- | ---- | ---- | ---- | ---- | ---- | ---- | ---- | ---- |
| 170  | 150  | 101  | 90   | 93   | 93   | 91   | 90   | 87   |

| 2015 | 2020 | 2022 | - | - | - | - | - | - |
| ---- | ---- | ---- | - | - | - | - | - | - |
| 88   | 83   | 84   | - | - | - | - | - | - |

## Lieux, monuments et pôles d'intérêt
En 2016, la commune compte 1 monument inscrit à l'inventaire des monuments historiques, 9 monuments ou édifices répertoriés à l'inventaire général du patrimoine culturel, 1 élément classé à l'inventaire des objets historiques et 20 objets répertoriés à l'I.G.P.C.
- Château[27], ancienne propriété de la famille des Chastenay-Lanty ; corps de logis du XVIe siècle bâti par le seigneur de Montfort remanié et agrandi au XVIIe siècle  Inscrit MH (1947)[28].
- L'église Saint-Médard remaniée en façade au XIXe siècle par l'architecte châtillonnais Simon Tridon a conservé son chœur et une chapelle castrale du XIIIe siècle (IGPC 1989)[29]. Elle renferme une statue de saint Antoine du XVIe siècle et un retable du XVIIIe siècle avec statues de saint Médard et saint Éloi.

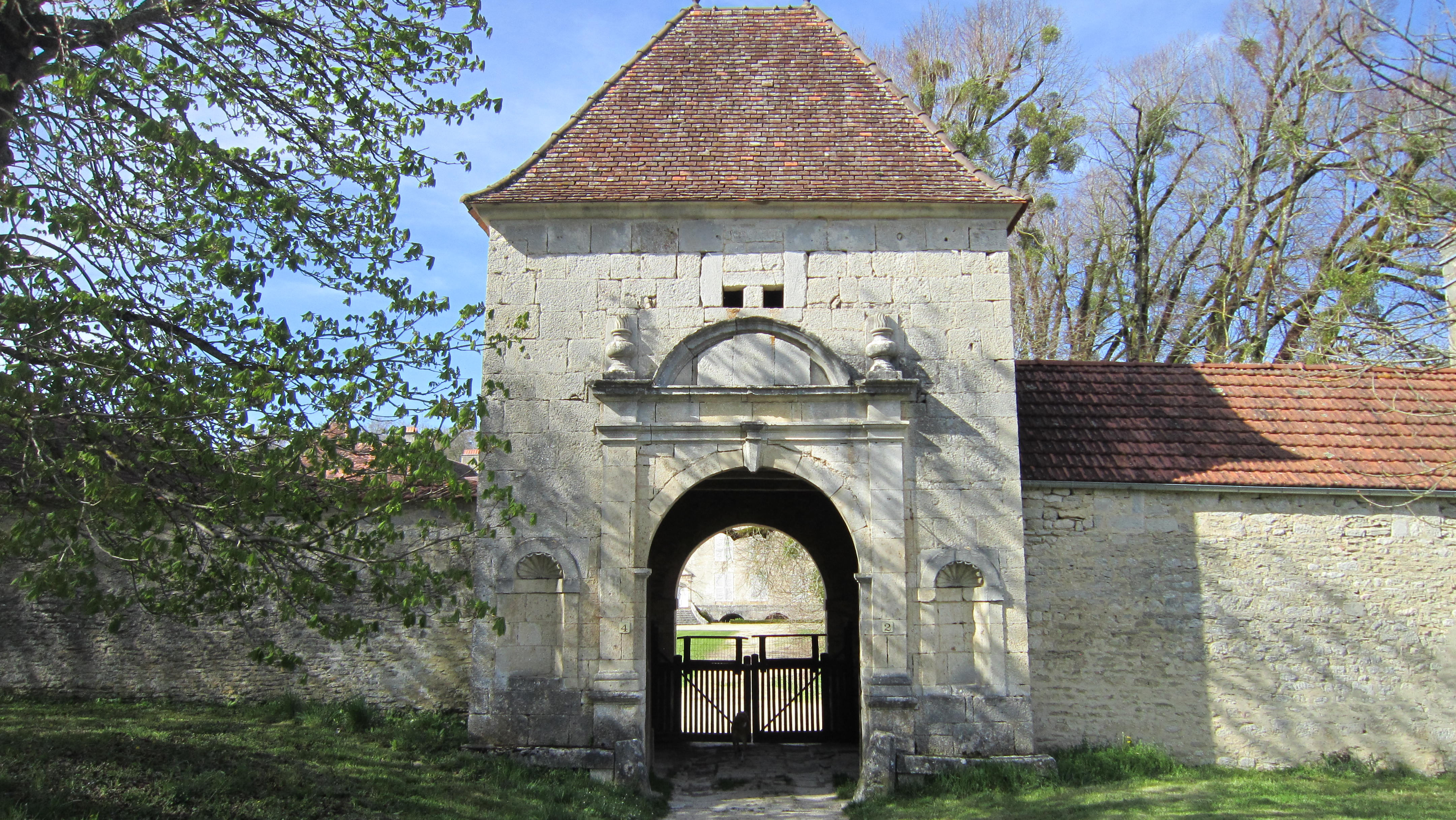
Entrée du château
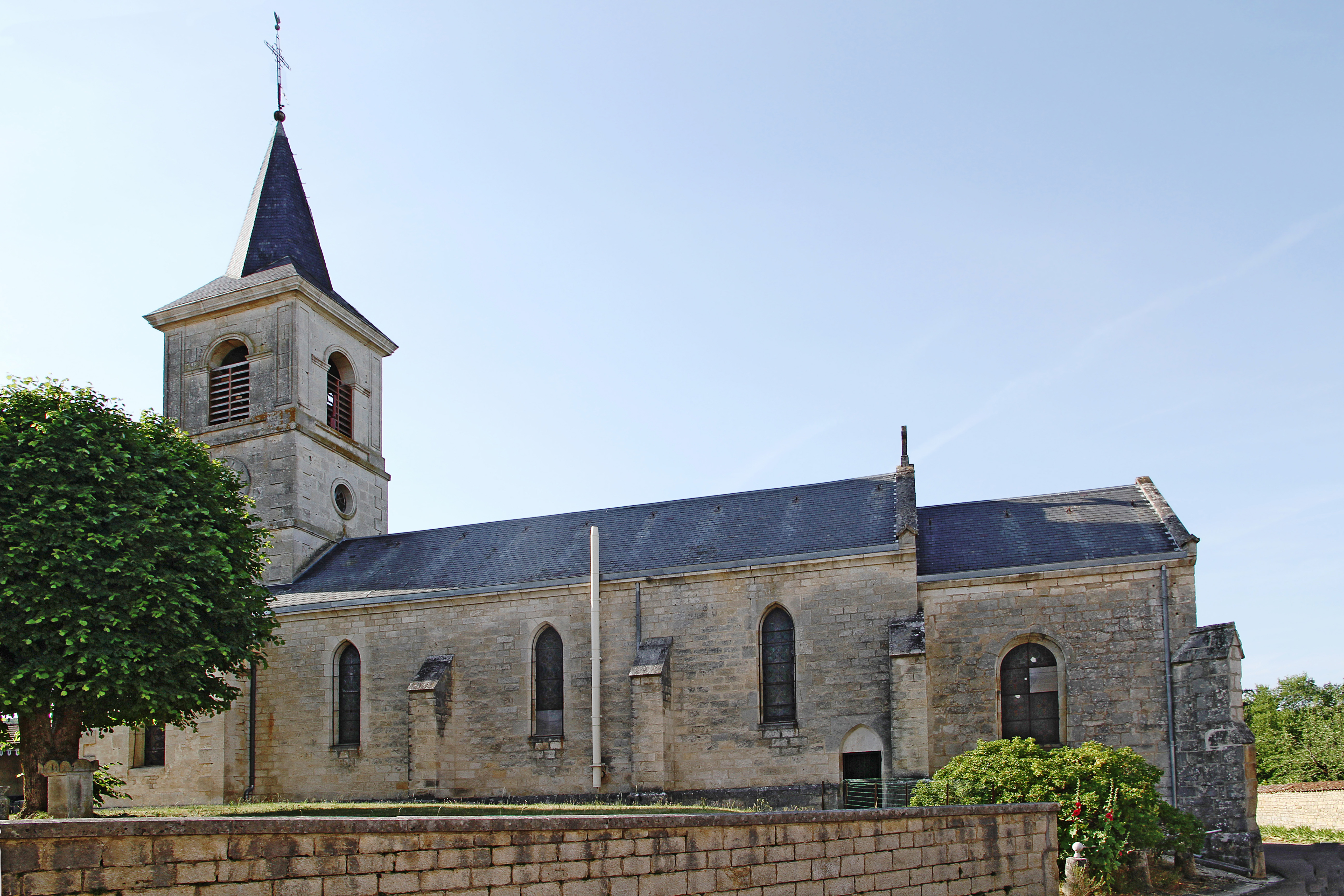
Église côté sud.

- Lavoir-fontaine au centre du village (IGPC 1989)[30].
- Pont de pierre sur la Digeanne avec une croix datée de 1790 (IGPC 1989)[31].
- Source et vestiges du sanctuaire gallo-romain d'Essarois[32].

## Personnalités liées à la commune
- Erard-Louis-Guy de Chastenay-Lanty (30 janvier 1748, Essarois - 21 avril 1830, Paris), général et homme politique, député de la noblesse aux États généraux puis député de la Côte-d'Or au Corps législatif.
- Victorine de Chastenay (11/04/1771 - 09/05/1855) fille du seigneur d'Essarois ; fut chanoinesse d'Epinal ; musicienne et écrivaine, auteur de Mémoires sur la Révolution et l'Empire.

## Héraldique
| Blason | Blasonnement : D'argent aux trois quintefeuilles de gueules. |